# ائرو ای.۲۰۰
ائرو ای. ۲۰۰ (به انگلیسی: Aero A.200) یک هواپیمای ساختِ آئرو ودوخودی است که در سال ۱۹۳۴ ساخته شد. نخستین استفاده‌کنندهٔ این هواپیما چکسلواکی بوده‌است. این هواپیما در ۱۹۳۴ میلادی نخستین پرواز خود را انجام داد.